# Kostoľany nad Hornádom
Kostoľany nad Hornádom – wieś (obec) na Słowacji położona w kraju koszyckim, w powiecie Koszyce-okolice. Pierwsze wzmianki o miejscowości pochodzą z roku 1423. 
Według danych z dnia 31 grudnia 2012, wieś zamieszkiwały 1204 osoby, w tym 600 kobiet i 604 mężczyzn.
W miejscowości jest stacja kolejowa Kostoľany nad Hornádom.